# ブランデンブルク領黄金海岸
座標: 北緯4度45分13秒 西経2度04分01秒 / 北緯4.75361度 西経2.06694度

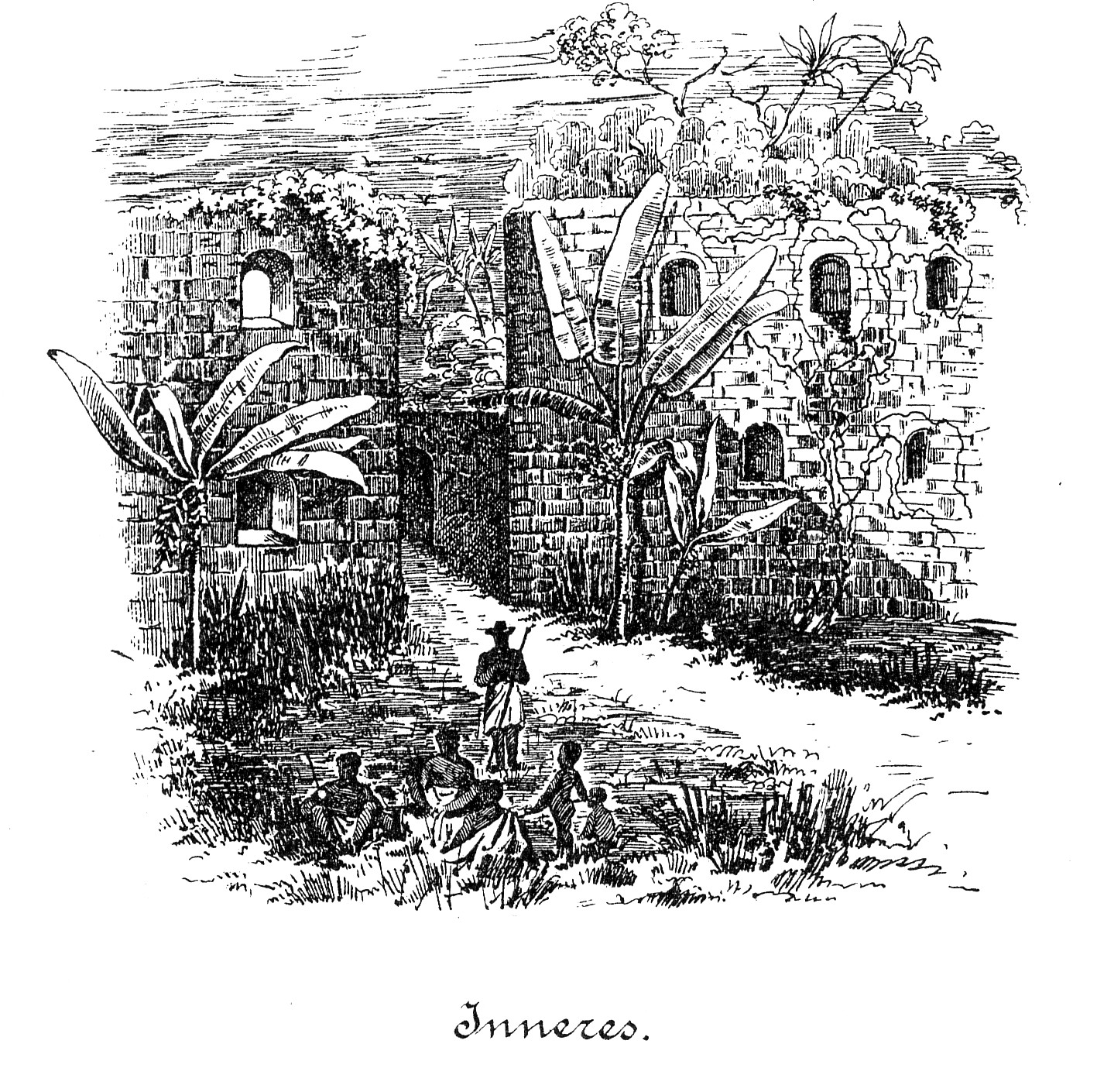
グロス・フリードリヒスブルクの内部。1884年2月の情景

ブランデンブルク領黄金海岸
Groß Friedrichsburg (ドイツ語)

現在のガーナ、当時の黄金海岸でのグロス・フリードリヒスブルクの所在。左下の黒点と旗。

ブランデンブルク領黄金海岸（ブランデンブルクりょうおうごんかいがん）、のちプロイセン領黄金海岸（プロイセンりょうおうごんかいがん）は、黄金海岸の一部に存在した植民地である。ブランデンブルクによって設立され、1682年から1720年にかけて存在したが最後はプロイセン王フリードリヒ・ヴィルヘルム1世が7200ダカットでオランダに売却した。

## ブランデンブルク領
ブランデンブルク（のちのプロイセンの中核）選帝侯のフリードリヒ・ヴィルヘルムの出した勅許によって1682年3月17日に設立されたブランデンブルクアフリカ会社（独: Brandenburgisch-Afrikanische Compagnie (BAC)）によって、西アフリカの黄金海岸、現在のガーナのスリーポインツ岬の周辺のギニア湾岸地域に、2つの小規模な植民地が設立された。
- グロス・フリードリヒスブルク（1683年-1717年）：植民地の首府。ホーランディアとも呼ばれる[2]。現在のポケス（プリンス・タウン）。
- ドロテア砦（1684年-1687年4月、1698年-1711年、1712年-1717年4月）：アッカダとも呼ばれる。現アクィーダ。1687年-1698年はオランダが占領していた[3]。

### 総督
- 1682年-1683年5月：Philipp Pietersen Blonck
- 1683年-1684年：Nathaniel Dillinger
- 1684年-1686年：Karl Konstantin von Schnitter
- 1686年-1691年：Johann Niemann
- 1691年-1693年：Johann Tenhoof
- 1693年-1695年：Jakob Tenhoof
- 1695年-1697年：Gijsbrecht van Hoogveldt
- 1697年-1699年：Jan van Laar
- 1699年-1701年：Jan de Visser

## プロイセン領
1701年にブランデンブルク選帝侯、フリードリヒ3世がプロイセンの王（フリードリヒ1世）として戴冠して、プロイセン王国が成立した。
しかし、植民地経営としては不振が続いた。1713年に即位したフリードリヒ・ヴィルヘルム1世は「兵隊王」と綽名されるほどの熱心に陸軍戦備に取り組み、アフリカの植民地への関心は低かった。
1711年から1712年4月まで、オランダは再びドロテア砦を占領した。 1717年に植民地はプロイセンによって物理的に放棄されたため、1717年から1724年まで現地人の有力者のヨハネス・コンラート（オランダ語読みでヤン・コニー）は手勢でもってグロス・フリードリヒスブルクの要塞を支配していた。
1721年、植民地への権利はオランダに売却され、オランダ領黄金海岸の一部としてグロス・フリードリヒスブルクはホーランディアと改名された。ヨハネス・コンラートはオランダに抵抗して要塞を保持し続けたが、1724年に撤収した。

### 総督
- 1701年-1704年：Adriaan Grobbe
- 1704年-1706年：Johann Münz
- 1706年-1709年：Heinrich Lamy
- 1709年-1710年：Frans de Lange
- 1710年-1716年：Nicholas Dubois
- 1716年-1717年：Anton Günther van der Menden
- 1717年-1724年：ヤン・コニー（ヨハネス・コンラート）

## 参照
- World Statesmen.org: Ghana
- Accada and Hollandia:  pg. 252. New Cambridge Modern History Atlas, H.C. Darby and Harold Fullard